# Dekenaat Antwerpen
Het dekenaat Antwerpen was tot 1 september 2014 een Belgisch katholiek dekenaat in het bisdom Antwerpen en telde 72 parochies gegroepeerd in 11 federaties.
Het omvatte bijna geheel de gemeenten Antwerpen en Stabroek.

## Parochies
| Parochie                                     | Deelgemeente            | Patroonheilige                               | Kerk                                            |
| Federatie Antwerpen-Centrum                  |                         |                                              |                                                 |
| Onze-Lieve-Vrouw ten Hemel Opgenomen         | Antwerpen 0             | Onze-Lieve-Vrouw ten Hemel Opgenomen         | Onze-Lieve-Vrouwekathedraal                     |
| Sint-Andries                                 | Antwerpen 0             | Sint-Andries                                 | Sint-Andrieskerk                                |
| Sint-Carolus Borromeus                       | Antwerpen 0             | Sint-Carolus Borromeus                       | Sint-Carolus Borromeuskerk                      |
| Sint-Jacob                                   | Antwerpen 0             | Sint-Jacob de Meerdere                       | Sint-Jacobskerk                                 |
| Sint-Joris                                   | Antwerpen 0             | Sint-Joris                                   | Sint-Joriskerk                                  |
| Sint-Paulus                                  | Antwerpen 0             | Sint-Paulus                                  | Sint-Pauluskerk                                 |
| Sint-Walburgis                               | Antwerpen 0             | Sint-Walburgis                               | Sint-Walburgiskerk                              |
| Sint-Anna ten Drieën                         | Antwerpen 5 Linkeroever | Sint-Anna ten Drieën                         | Sint-Anna ten Drieënkerk                        |
| Federatie Antwerpen-noord                    |                         |                                              |                                                 |
| Heilig Hart                                  | Antwerpen 6             | Heilig Hart                                  | Heilig Hartkerk                                 |
| Sint-Amandus                                 | Antwerpen 6             | Sint-Amandus                                 | Sint-Amanduskerk                                |
| Sint-Antonius van Padua                      | Antwerpen 0             | Sint-Antonius van Padua                      | Sint-Antoniuskerk                               |
| Sint-Willibrordus                            | Antwerpen 6             | Sint-Willibrordus                            | Sint-Willibrorduskerk                           |
| Sint-Lambertus en Sint-Job                   | Antwerpen 6             | Sint-Lambertus en Sint-Job                   | Sint-Lambertuskerk                              |
| Onze-Lieve-Vrouw Boodschap                   | Antwerpen 3 Luchtbal    | Onze-Lieve-Vrouw Boodschap                   | Onze-Lieve-Vrouw-Boodschapskerk                 |
| Sint-Eligius                                 | Antwerpen 6             | Sint-Eligius                                 | Sint-Eligiuskerk                                |
| Federatie Antwerpen-zuid                     |                         |                                              |                                                 |
| Christus Koning                              | Antwerpen 2 Kiel        | Christus                                     | Christus Koningkerk                             |
| Heilige Geest                                | Antwerpen 1             | Heilige Geest                                | Heilige Geestkerk                               |
| Sint-Jan de Doper                            | Antwerpen 1             | Sint-Jan de Doper                            |                                                 |
| Sint-Laurentius                              | Antwerpen 1             | Sint-Laurentius                              | Sint-Laurentiuskerk                             |
| Sint-Michiel en Sint-Pieter                  | Antwerpen 1             | Sint-Michiel en Sint-Pieter                  | Sint-Michiel-en-Sint-Petruskerk                 |
| Sint-Bernardus                               | Antwerpen 2 Kiel        | Sint-Bernardus                               | Sint-Bernarduskerk                              |
| Sint-Catharina                               | Antwerpen 2 Kiel        | Sint-Catharina                               | Sint-Catharinakerk                              |
| Federatie Berchem                            |                         |                                              |                                                 |
| De Verrezen Heer                             | Berchem                 | Christus                                     | De Verrezen Heer                                |
| Heilige Theresia van het Kind Jesus          | Berchem                 | Sint-Theresia                                | Sint-Theresiakerk                               |
| Heilig Sacrament                             | Berchem                 | Heilig Sacrament                             | Heilig-Sacramentskerk                           |
| Onze-Lieve-Vrouw Middelares en Sint-Lodewijk | Berchem                 | Onze-Lieve-Vrouw Middelares en Sint-Lodewijk | Onze-Lieve-Vrouw Middelareskerk                 |
| Sint-Hubertus                                | Berchem                 | Sint-Hubertus                                | Sint-Hubertuskerk                               |
| Sint-Norbertus                               | Antwerpen 1             | Sint-Norbertus                               | Sint-Norbertuskerk                              |
| Sint-Willibrordus                            | Berchem                 | Sint-Willibrordus                            | Sint-Willibrorduskerk                           |
| Federatie Borgerhout                         |                         |                                              |                                                 |
| Heilige Drievuldigheid                       | Berchem                 | Heilige Drievuldigheid                       | Heilige Drievuldigheidskerk                     |
| Heilige Familie en Sint-Corneel              | Borgerhout              | Heilige Familie en Sint-Corneel              | Heilige Familie en Sint-Corneliuskerk           |
| Onze-Lieve-Vrouw ter Sneeuw                  | Borgerhout              | Maria                                        | Onze-Lieve-Vrouw-ter-Sneeuwkerk                 |
| Sint-Anna                                    | Borgerhout              | Sint-Anna                                    | Sint-Annakerk                                   |
| Sint-Franciscus Xaverius                     | Borgerhout              | Sint-Franciscus Xaverius                     |                                                 |
| Sint-Jan Evangelist                          | Borgerhout              | Sint-Jan Evangelist                          | Sint-Janskerk                                   |
| Onze-Lieve-Vrouw van het Heilig Hart         | Borgerhout              | Onbevlekt Hart van Maria                     | Onze-Lieve-Vrouw van het Heilig Hartkerk        |
| Federatie Deurne                             |                         |                                              |                                                 |
| Blijde Boodschap                             | Deurne                  | Blijde Boodschap                             | Blijde Boodschapkerk                            |
| Heilig Hart                                  | Deurne                  | Heilig Hart                                  | Heilig Hartkerk                                 |
| Heilige Lodewijk van Montfort                | Deurne                  | Sint-Lodewijk van Montfort                   |                                                 |
| Pius X                                       | Deurne                  | Pius X                                       | Pius X-kerk                                     |
| Onze-Lieve-Vrouw van Altijddurende Bijstand  | Deurne                  | Maria                                        | Onze-Lieve-Vrouw van Altijddurende Bijstandkerk |
| Sint-Fredegandus                             | Deurne                  | Sint-Fredegandus                             | Sint-Fredeganduskerk                            |
| Sint-Jozef                                   | Deurne                  | Sint-Jozef                                   | Sint-Jozefkerk                                  |
| Sint-Paulus                                  | Deurne                  | Sint-Paulus                                  | Sint-Pauluskerk                                 |
| Sint-Rochus                                  | Deurne                  | Sint-Rochus                                  | Sint-Rochuskerk                                 |
| Sint-Rumoldus                                | Deurne                  | Sint-Rumoldus                                | Sint-Rumolduskerk                               |
| Heilige Familie                              | Deurne                  | Heilige Familie                              | Heilige-Familiekerk                             |
| Sint-Bernadette                              | Deurne                  | Sint-Bernadette                              | Sint-Bernadettekerk                             |
| Federatie Ekeren                             |                         |                                              |                                                 |
| Sint-Theresia van het Kind Jezus             | Ekeren                  | Sint-Theresia                                | Sint-Theresiakerk                               |
| Sint-Lambertus                               | Ekeren                  | Sint-Lambertus                               | Sint-Lambertuskerk                              |
| Sint-Laurentius                              | Antwerpen 3 Schoonbroek | Sint-Laurentius                              |                                                 |
| Federatie Hoboken                            |                         |                                              |                                                 |
| Heilige Familie                              | Hoboken                 | Heilige Familie                              | Heilige-Familiekerk                             |
| Onze-Lieve-Vrouw Geboorte                    | Hoboken                 | Maria                                        | Onze-Lieve-Vrouw-Geboortekerk                   |
| Sint-Jozef                                   | Hoboken                 | Sint-Jozef                                   | Sint-Jozefskerk                                 |
| Heilig Hart                                  | Hoboken                 | Heilig Hart                                  | Heilig Hartkerk                                 |
| Federatie Merksem                            |                         |                                              |                                                 |
| Heilig Sacrament                             | Merksem                 | Heilig Sacrament                             | Kerk van het Heilig Sacrament                   |
| Onze-Lieve-Vrouw van Smarten                 | Merksem                 | Maria                                        | Onze-Lieve-Vrouw van Smartenkerk                |
| Sint-Bartholomeus                            | Merksem                 | Sint-Bartholomeus                            | Sint-Bartholomeuskerk                           |
| Sint-Franciscus                              | Merksem                 | Sint-Franciscus                              | Sint-Franciscuskerk                             |
| Sint-Jozef                                   | Merksem                 | Sint-Jozef                                   | Sint-Jozefkerk                                  |
| Federatie Stabroek                           |                         |                                              |                                                 |
| Sint-Jan Baptist                             | Berendrecht             | Sint-Jan Baptist                             | Sint-Jan de Doperkerk                           |
| Onze-Lieve-Vrouw Geboorte                    | Hoevenen                | Maria                                        | Onze-Lieve-Vrouw-Geboortekerk                   |
| Sint-Vincentius a Paulo                      | Ekeren                  | Sint-Vincentius a Paulo                      |                                                 |
| Sint-Benedictus                              | Lillo                   | Sint-Benedictus                              | Sint-Benedictuskerk                             |
| Sint-Catharina                               | Stabroek                | Sint-Catharina                               | Sint-Catharinakerk                              |
| Sint-Gertrudis                               | Zandvliet               | Sint-Gertrudis                               | Sint-Gertrudiskerk                              |
| Federatie Wilrijk                            |                         |                                              |                                                 |
| Onze-Lieve-Vrouw van de Heilige Rozenkrans   | Wilrijk                 | Maria                                        | Onze-Lieve-Vrouw van de Rozenkranskerk          |
| Sint-Bavo                                    | Wilrijk                 | Sint-Bavo                                    | Sint-Bavokerk                                   |
| Sint-Jan Maria Vianney                       | Wilrijk                 | Sint-Jan Maria Vianney                       | Sint-Jan Maria Vianneykerk                      |
| Pius X                                       | Wilrijk                 | Pius X                                       | Pius X-kerk                                     |
| Sint-Jan Evangelist                          | Wilrijk                 | Sint-Jan Evangelist                          | Sint-Jan Evangelistkerk                         |
| Heilige Naam Jezus                           | Wilrijk                 | Christus                                     |                                                 |